# تيوفيل فيريه
تيوفيل فيريه هو صحفي وسياسي فرنسي، ولد في 6 مايو 1846 في باريس في فرنسا، وتوفي في 28 نوفمبر 1871 في Satory ‏ في فرنسا.